# 宮尾城
宮尾城（みやおじょう）は、広島県廿日市市宮島町（かつての安芸国佐西郡厳島）にあった日本の城。別名宮ノ尾城（みやのおじょう）とも呼ばれる。城を含む島全体が、国の特別史跡及び特別名勝に指定され、瀬戸内海国立公園の一部でもある（詳細は厳島を参照）。

## 構造
厳島北西にある要害山と呼ばれる標高30メートルの丘を中心に築かれた連郭式平山城である。宮島の主峰である弥山から繋がる半島部分を利用しており、2つの高所を城の中心とし、周囲に郭が作られた。現在「要害山」と呼ばれている高所が主郭であったと考えられる。また、城内の2つの高所を断ち切るように堀切が築かれた。土塁等の防御施設も存在した可能性はあるが、現在、その痕跡は認められない。
当時は城北部の山麓まで海が迫っており、三方が海に面して水軍の運用も可能な城であった。そのため海上から物資の搬入や援軍も容易に入城することができた。天文24年（1555年）の厳島の戦いでも、孤立した宮尾城へ毛利家臣・熊谷信直、高直、直清、広真、三須隆経らが援軍として入城している。
「陰徳太平記」を出典に、宮尾城は厳島の戦いを前に戦時急造の雑な城と一般的には考えられていたが、一次資料の「棚守房顕覚書」によると初出は天文23年4月11日（1554年5月12日）で、毛利軍に占拠されたとの記載があり、それ以前に大内氏によって城郭が築かれていた事が推測される。毛利氏の占拠後に人夫1000人を使って1ヶ月程度普請され、構造や防御力を強化されて厳島の戦いに使用された。この時期の城には珍しく、脆く崩れやすい地盤を固めるために石垣も使用されている。
「陰徳太平記」では、毛利元就が晴賢を宮島に誘引する囮として宮尾城を築き、計略を巡らしたとされるが、実際は大内軍の軍事行動では、必ず厳島に寄る事が通例となっていた。

## 沿革
毛利元就が厳島の戦いに先立って築城したとされることが多いが、実際は厳島の戦い以前から存在している。
天文23年（1554年）4月、防芸引分により厳島を占領した毛利元就はこの城に番兵を置き、修復に着手。5月に陶晴賢軍が海から襲来したが、その上陸を阻んだ。天文24年10月1日（1555年10月16日）、厳島の戦いが起き、毛利側が勝利した。
その後、宮尾城の処遇は不明である。

## ギャラリー

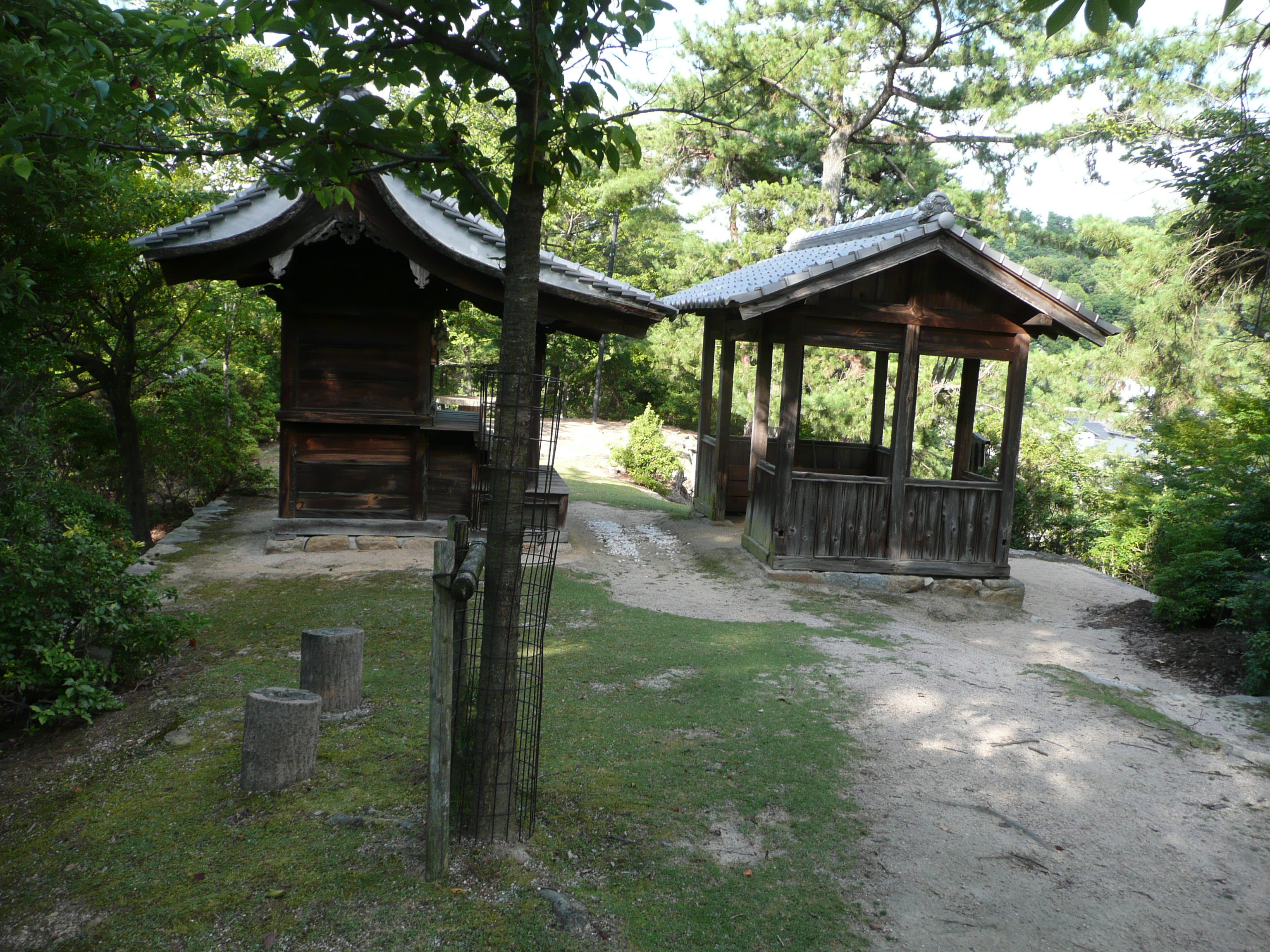
二の丸
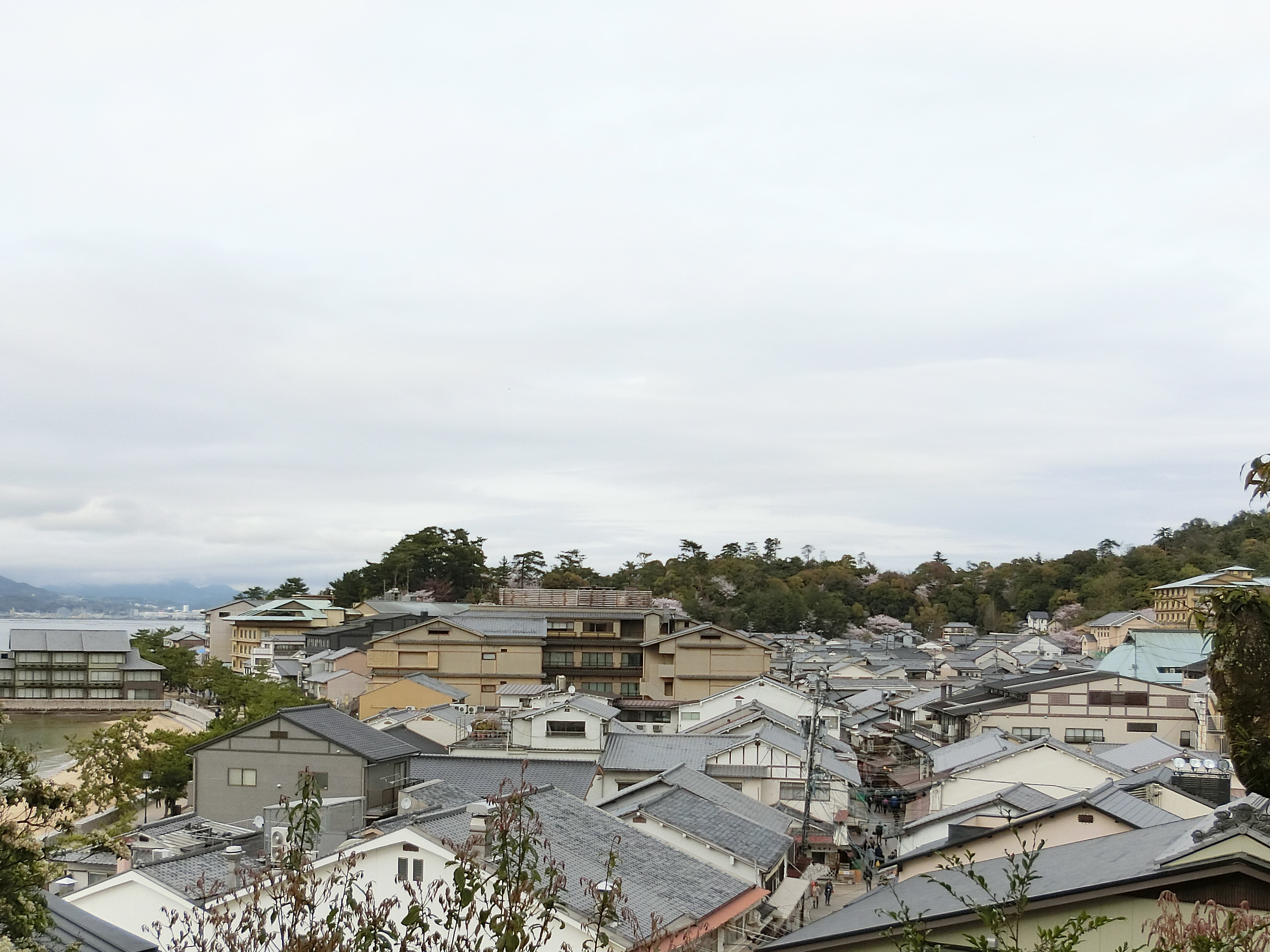
陶晴賢本陣跡（塔の岡）から眺めた宮尾城跡の遠景
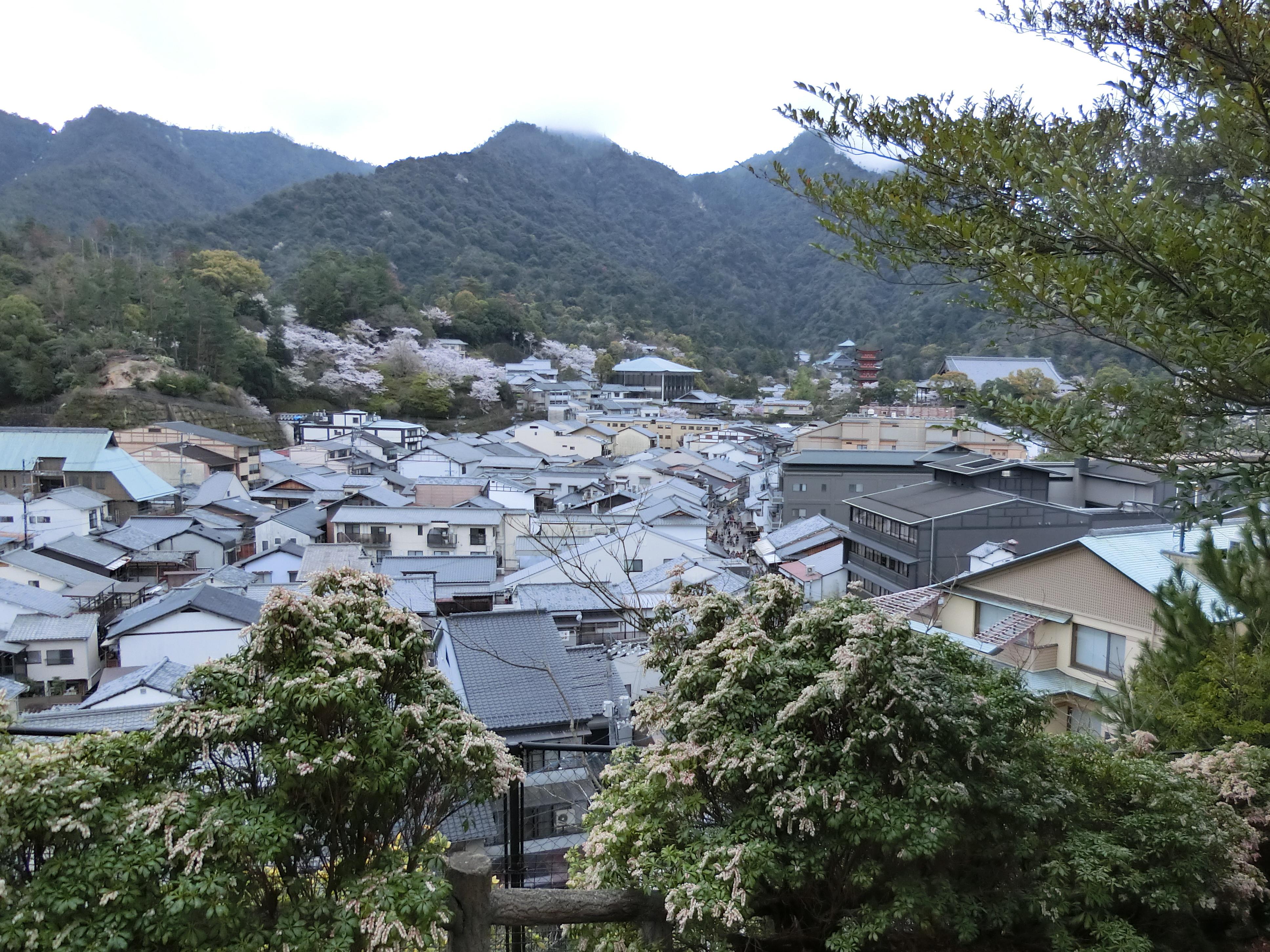
宮尾城跡から眺めた陶晴賢本陣跡（塔の岡）の遠景